# Gereformeerde kerk (Oostwold)
De Gereformeerde kerk van Oostwold is een  kruiskerk in het Groningse dorp Oostwold in de gemeente Oldambt. De kerk uit 1930 werd ontworpen door de Groninger architecten C.H. van Wijk en D. Broos en heeft elementen van de Amsterdamse School. De kerk werd in 2001 aangewezen als rijksmonument. 